# Richard Thoma (médecin)
Pour les articles homonymes, voir Richard Thoma.
Richard Thoma est un médecin pathologiste allemand.